# Représentations diplomatiques en Colombie

Représentations diplomatiques en Colombie
Colombie
Pays avec ambassades en Colombie
Pays avec consulats généraux en Colombie

Voici une liste des représentations diplomatiques en Colombie. Il y a actuellement 61 ambassades à Bogota. Certains autres pays ont des ambassades non résidentes.

## Ambassades
| Délégation               | Année d'ouverture | Localité    | Photo |
| ------------------------ | ----------------- | ----------- | ----- |
| Algérie                  | 1995              | Chapinero   |       |
| Allemagne                |                   | Usaquén     |       |
| Argentine                |                   | Chapinero   |       |
| Australie                | 2017              | Usaquén     |       |
| Autriche                 |                   | Chapinero   |       |
| Azerbaïdjan              |                   | Usaquén     |       |
| Belgique                 |                   | Chapinero   |       |
| Bolivie                  |                   | Usaquén     |       |
| Brésil                   |                   | Chapinero   |       |
| Canada                   | 1953              | Usaquén     |       |
| Chili                    |                   | Usaquén     |       |
| Chine                    |                   | Chapinero   |       |
| Corée du Sud             | 1962              | Chapinero   |       |
| Costa Rica               |                   | Usaquén     |       |
| Cuba                     |                   | Chapinero   |       |
| Danemark                 | 2014              | Chapinero   |       |
| Égypte                   |                   | Usaquén     |       |
| Émirats arabes unis      |                   | Chapinero   |       |
| Équateur                 |                   | Chapinero   |       |
| Espagne                  |                   | Chapinero   |       |
| États-Unis               |                   | Teusaquillo |       |
| Finlande                 | 2017              | Usaquén     |       |
| France                   |                   | Chapinero   |       |
| Guatemala                |                   | Chapinero   |       |
| Haïti                    |                   | Chapinero   |       |
| Honduras                 |                   | Usaquén     |       |
| Hongrie                  | 2017              | Chapinero   |       |
| Inde                     |                   | Usaquén     |       |
| Indonésie                |                   | Chapinero   |       |
| Iran                     |                   | Chapinero   |       |
| Irlande                  | 2019              | Usaquén     |       |
| Israël                   |                   | Teusaquillo |       |
| Italie                   |                   | Chapinero   |       |
| Jamaïque                 | 1996              | Usaquén     |       |
| Japon                    |                   | Usaquén     |       |
| Liban                    | 1955              | Chapinero   |       |
| Maroc                    | 1986              | Chapinero   |       |
| Mexique                  |                   | Usaquén     |       |
| Nicaragua                |                   | Usaquén     |       |
| Norvège                  | 2012              | Chapinero   |       |
| Nouvelle-Zélande         | 2018              | Chapinero   |       |
| Ordre souverain de Malte | 1957              | Usaquén     |       |
| Palestine                |                   | Teusaquillo |       |
| Panama                   |                   | Chapinero   |       |
| Paraguay                 |                   | Chapinero   |       |
| Pays-Bas                 |                   | Chapinero   |       |
| Pérou                    |                   | Chapinero   |       |
| Pologne                  |                   | Usaquén     |       |
| Portugal                 |                   | Chapinero   |       |
| République dominicaine   |                   | Chapinero   |       |
| République tchèque       | 2014              | Chapinero   |       |
| Roumanie                 | 1973              | Chapinero   |       |
| Royaume-Uni              |                   | Chapinero   |       |
| Russie                   | 1991              | Chapinero   |       |
| Salvador                 |                   | Usaquén     |       |
| Suède                    |                   | Chapinero   |       |
| Suisse                   |                   | Chapinero   |       |
| Turquie                  |                   | Chapinero   |       |
| Uruguay                  |                   | Chapinero   |       |
| Vatican                  | 1836              | Teusaquillo |       |
| Venezuela                |                   | Chapinero   |       |

### Autres missions à Bogota
- République arabe sahraouie démocratique (Mission)
- Taïwan (Bureau commercial (en))
- Union européenne (Délégation)

## Ambassade prochainement ouvertes
- Biélorussie (Ambassade à ouvrir)[citation nécessaire]
- Kosovo (Ambassade à ouvrir) [2]

## Consulats

### Consulat général àArauca
- Venezuela

### Consulats généraux àBarranquilla
- Panama
- Venezuela

### Consulat général àBucaramanga
- Venezuela

### Consulats généraux àCarthagène
- États-Unis (Bureau de l'Ambassade)
- Venezuela

### Consulat général àCúcuta
- Venezuela

### Consulat àIpiales
- Équateur

### Consulats généraux àLeticia
- Brésil
- Pérou

### Consulats généraux àMedellín
- Pérou
- Venezuela

### Consulat général àPuerto Carreño
- Venezuela

### Consulat général àRiohacha
- Venezuela

## Ambassades non résidentes
| Brasilia - Angola - Arménie - Bahreïn - Bangladesh - Corée du Nord - Côte d'Ivoire - Estonie - Géorgie - Ghana - Guinée - Guinée équatoriale - Jordanie - Kenya - Pakistan - Philippines - Sénégal - Serbie - Slovaquie - Tanzanie - Togo | Caracas - Afrique du Sud - Barbade - Grèce - Grenade - Guyana - Irak - Koweït - Libye - Nigeria - Qatar - Suriname - Syrie - Trinité-et-Tobago - Viêt Nam | Washington - Afghanistan - Bahamas - Burkina Faso - Éthiopie - Lesotho - Madagascar - Malawi - Mali - Népal - Turkménistan - Zimbabwe - Zambie | New York - Brunei - Érythrée - Gambie - Liberia - Maldives - Nauru - Oman - Ouganda - Rwanda - Seychelles - Sierra Leone - Sri Lanka - Somalie - Soudan - Soudan du Sud - Tadjikistan - Tonga - Vanuatu - Yémen | Résident ailleurs - Albanie (Buenos Aires) - Arabie saoudite (Lima) - Belize (Mexico) - Biélorussie (Quito) - Chypre (Mexico) - Islande (Ottawa) - Lituanie (Buenos Aires) - Malaisie (Lima) - Thaïlande (Lima) - Ukraine (Lima) |